# Ведя (комуна, Джурджу)
Ведя (рум. Vedea) — комуна у повіті Джурджу в Румунії. До складу комуни входить єдине село Ведя.
Комуна розташована на відстані 76 км на південь від Бухареста, 19 км на південний захід від Джурджу.

## Населення
За даними перепису населення 2002 року у комуні проживали 5873 особи.
Національний склад населення комуни:
| Національність   | Кількість осіб | Відсоток |
| ---------------- | -------------- | -------- |
| румуни           | 5545           | 94,4%    |
| цигани           | 322            | 5,5%     |
| росіяни-липовани | 2              | < 0,1%   |
| турки            | 2              | < 0,1%   |
| угорці           | 1              | < 0,1%   |

Рідною мовою назвали:
| Мова      | Кількість осіб | Відсоток |
| --------- | -------------- | -------- |
| румунська | 5782           | 98,5%    |
| циганська | 89             | 1,5%     |
| турецька  | 2              | < 0,1%   |

Склад населення комуни за віросповіданням:
| Релігія            | Кількість осіб | Відсоток |
| ------------------ | -------------- | -------- |
| православні        | 5859           | 99,8%    |
| бретрени           | 7              | 0,1%     |
| мусульмани         | 2              | < 0,1%   |
| п'ятдесятники      | 1              | < 0,1%   |
| не вказали релігію | 2              | < 0,1%   |

## Зовнішні посилання
- Дані про комуну Ведя на сайті Ghidul Primăriilor [Архівовано 30 січня 2012 у Wayback Machine.]